# Stazione meteorologica di Larciano Castelmartini
La stazione meteorologica di Larciano Castelmartini è la stazione meteorologica di riferimento per il Servizio Idrologico Regionale della Toscana relativa all'omonima località del comune di Larciano.

## Storia
La stazione meteorologica iniziò ad effettuare osservazioni e registrazioni a partire dal 1926 nell'area rurale nord-orientale del Padule di Fucecchio presso la tenuta della Fattoria Banchieri, fornendo i dati termopluviometrici al Ministero dei lavori pubblici per la loro pubblicazione negli Annali Idrologici del Compartimento di Pisa fino all'anno 1996.
Con la regionalizzazione del Servizio Idrografico Nazionale, la stazione meteorologica è entrata a far parte della rete del Servizio Idrologico Regionale della Toscana, che nel 2000 ha installato una nuova stazione meteorologica automatica per la fornitura dei dati in tempo reale.

## Dati climatologici 1961-1990
In base alla media trentennale 1961-1990 calcolata dall'ENEA sulla base delle osservazioni meteorologiche effettuate nel medesimo trentennio, la temperatura media del mese più freddo, gennaio, è di +6,1 °C; quella del mese più caldo, luglio, si attesta a +23,6 °C .
Le precipitazioni medie annue nel medesimo trentennio si attestano a 1.011,2 mm, con picco in autunno, massimi secondari in inverno e in primavera e minimo relativo in estate.
| LARCIANO CASTELMARTINI (1961-1990) | Mesi  | Mesi | Mesi | Mesi | Mesi | Mesi | Mesi | Mesi | Mesi | Mesi  | Mesi  | Mesi  | Stagioni | Stagioni | Stagioni | Stagioni | Anno    |
| LARCIANO CASTELMARTINI (1961-1990) | Gen   | Feb  | Mar  | Apr  | Mag  | Giu  | Lug  | Ago  | Set  | Ott   | Nov   | Dic   | Inv      | Pri      | Est      | Aut      | Anno    |
| ---------------------------------- | ----- | ---- | ---- | ---- | ---- | ---- | ---- | ---- | ---- | ----- | ----- | ----- | -------- | -------- | -------- | -------- | ------- |
| T. max. media (°C)                 | 11,1  | 12,6 | 16,1 | 20,1 | 24,4 | 28,6 | 31,8 | 31,6 | 28,3 | 23,2  | 16,9  | 12,2  | 12,0     | 20,2     | 30,7     | 22,8     | 21,4    |
| T. min. media (°C)                 | 1,1   | 2,3  | 4,1  | 7,1  | 10,6 | 13,9 | 15,3 | 14,7 | 12,7 | 9,1   | 5,2   | 2,5   | 2,0      | 7,3      | 14,6     | 9,0      | 8,2     |
| Precipitazioni (mm)                | 101,6 | 80,9 | 89,1 | 75,6 | 71,7 | 53,6 | 33,5 | 69,3 | 90,3 | 118,2 | 124,6 | 102,8 | 285,3    | 236,4    | 156,4    | 333,1    | 1 011,2 |

## Temperature estreme mensili dal 1927 ad oggi
Nella tabella sottostante sono indicate le temperature massime e minime mensili registrate periodo dal 1927 in poi; la serie storica risulta lacunosa in diversi periodi tra gli anni Trenta e gli anni Quaranta.
La temperatura minima assoluta della serie storica esaminata è scesa a -19,7 °C l'11 gennaio 1985, mentre la temperatura massima assoluta ha toccato i +42,0 °C il 22 luglio 1945.
| LARCIANO CASTELMARTINI (1927-2023) | Mesi         | Mesi         | Mesi        | Mesi        | Mesi        | Mesi        | Mesi        | Mesi        | Mesi        | Mesi        | Mesi        | Mesi         | Stagioni | Stagioni | Stagioni | Stagioni | Anno  |
| LARCIANO CASTELMARTINI (1927-2023) | Gen          | Feb          | Mar         | Apr         | Mag         | Giu         | Lug         | Ago         | Set         | Ott         | Nov         | Dic          | Inv      | Pri      | Est      | Aut      | Anno  |
| ---------------------------------- | ------------ | ------------ | ----------- | ----------- | ----------- | ----------- | ----------- | ----------- | ----------- | ----------- | ----------- | ------------ | -------- | -------- | -------- | -------- | ----- |
| T. max. assoluta (°C)              | 20,6 (1962)  | 24,9 (1990)  | 29,4 (1989) | 31,9 (1968) | 36,7 (2022) | 41,0 (2019) | 42,0 (1945) | 41,8 (1943) | 38,6 (1949) | 33,1 (1985) | 25,6 (2004) | 20,6 (1954)  | 24,9     | 36,7     | 42,0     | 38,6     | 42,0  |
| T. min. assoluta (°C)              | −19,7 (1985) | −12,0 (1929) | −9,1 (2005) | −5,7 (2021) | −0,9 (1962) | 3,9 (1962)  | 7,5 (1991)  | 5,9 (1938)  | 1,1 (1977)  | −4,8 (1970) | −7,7 (1981) | −12,1 (1973) | −19,7    | −9,1     | 3,9      | −7,7     | −19,7 |